# R'lyeh

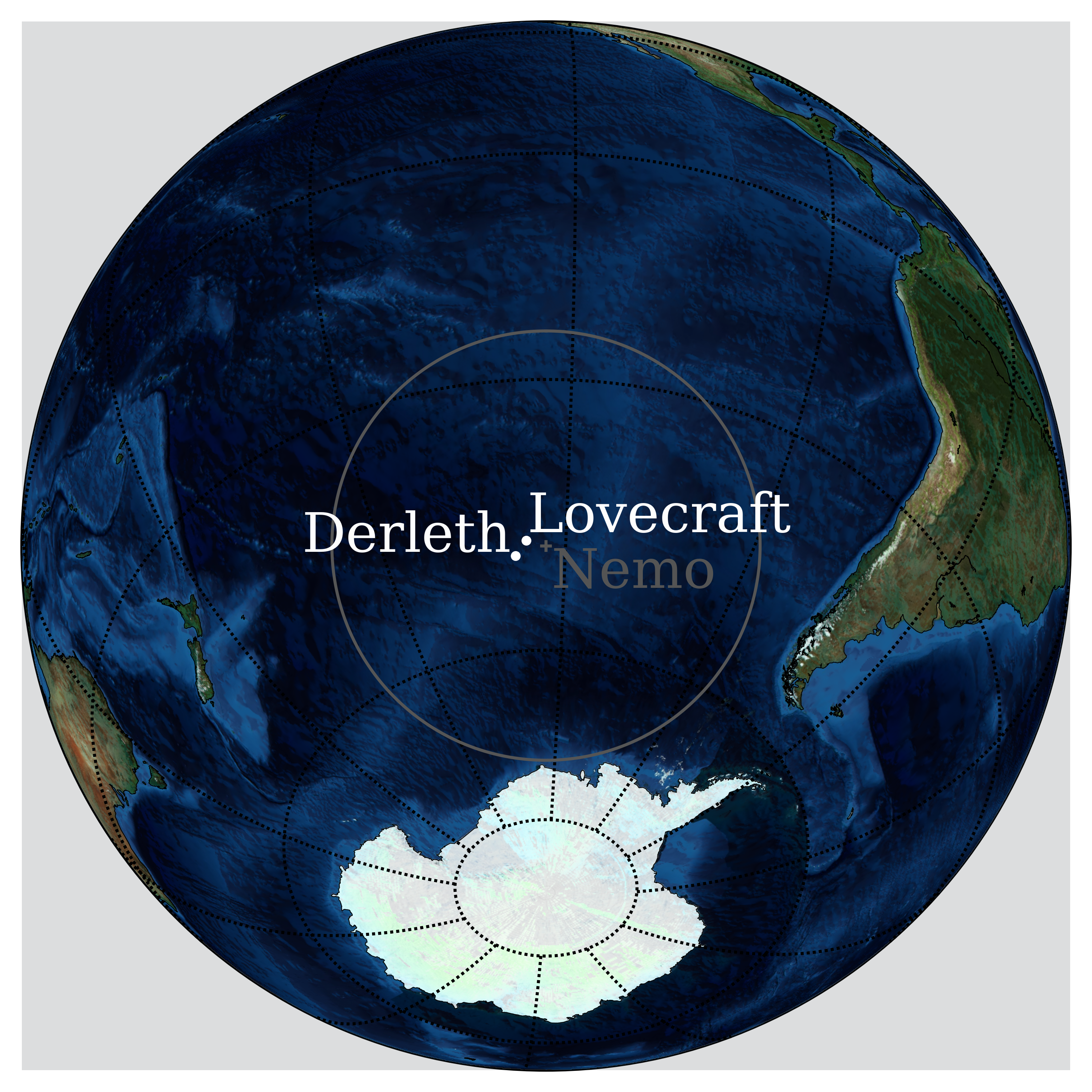
A localização de R'lyeh dada por Lovecraft foi, no sul do Oceano Pacífico. August Derleth situou a cidade fictífica em. Ambos os locais estão próximos ao pólo de inacessibilidade do Pacífico ou ponto "Nemo", o ponto no oceano mais distante de qualquer massa de terra.

R'lyeh é uma cidade perdida fictícia, de nome impronunciável, submersa no Pacífico Sul, mais conhecida por ser a prisão da criatura lovecraftiana Cthulhu.
O local foi mencionado pela primeira vez no conto de H. P. Lovecraft "O Chamado de Cthulhu", publicado originalmente na revista norte-americana Weird Tales, em fevereiro de 1928.

## Descrição
(...) o cadáver da apavorante cidade de R’lyeh, construída incontáveis éons antes da história por formas vastas e odiosas vindas de estrelas sombrias. Lá estavam o grande Cthulhu e suas hordas, ocultos sob as catacumbas viscosas e enfim transmitindo, depois de eras incalculáveis, os pensamentos que semeavam o medo nos sonhos dos homens sensíveis e os clamores imperiosos que incitavam os fiéis a partir em uma jornada de libertação e restauração.— H. P. Lovecraft, O Chamado de Cthulhu (1928)

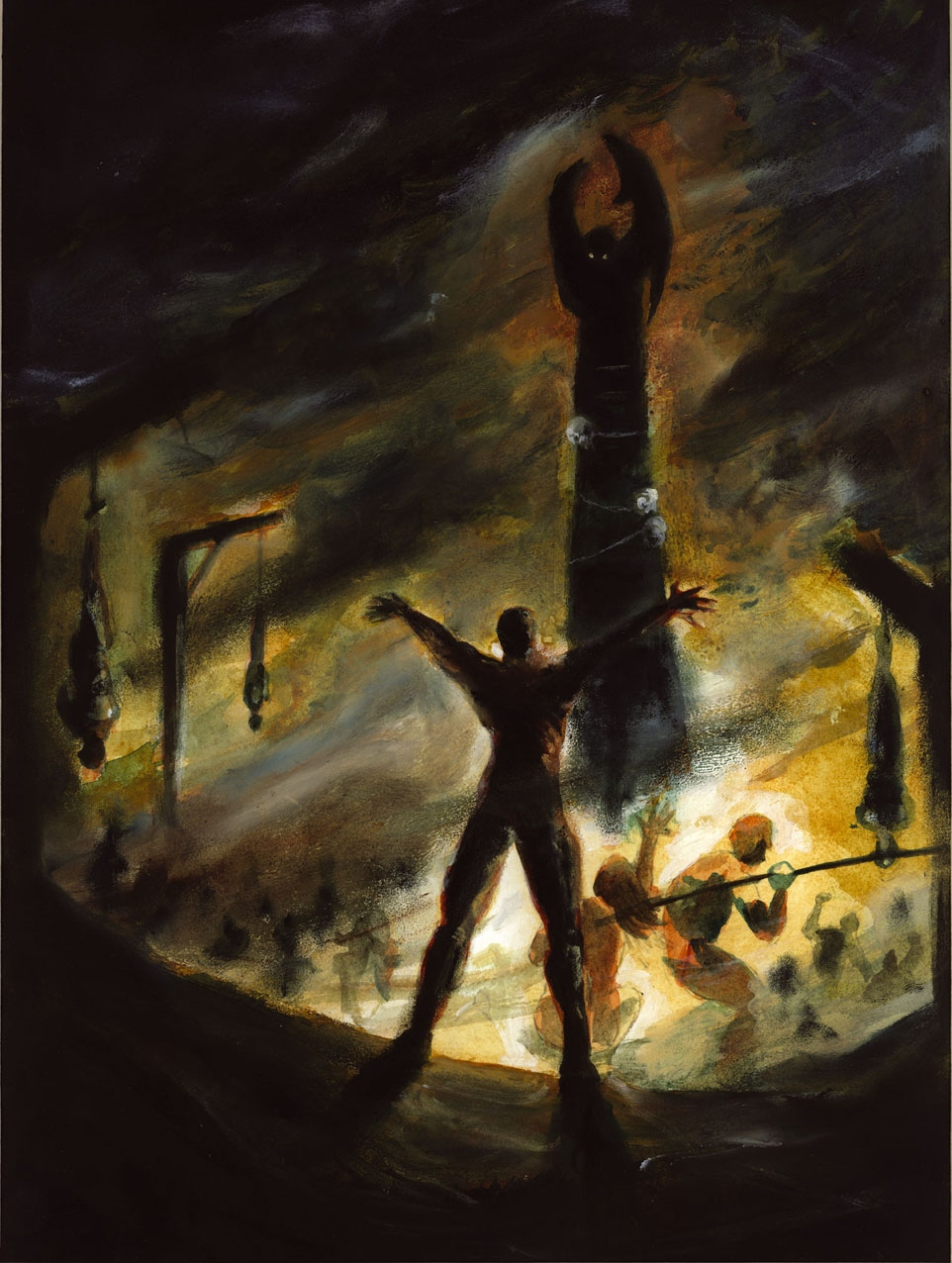
Adoradores de Cthulhu nos pântanos de Luisiana (ilustração de Gwabryel)

O marinheiro norueguês Gustaf Johansen, o narrador de um dos relatos do conto, descreve a descoberta acidental da cidade: "litoral composto por uma mistura de barro, gosma e pedras ciclópicas recobertas por algas que não poderiam ser nada menos do que a substância palpável que compunha o terror supremo da Terra". O conto também afirma a premissa de que, embora atualmente preso em R'lyeh, Cthulhu eventualmente retornará, com os adoradores frequentemente repetindo a frase Ph'nglui mglw'nafh Cthulhu R'lyeh wgah'nagl fhtagn : "Em sua casa em R'lyeh, Cthulhu, morto, aguarda sonhando".

## Significado e crítica

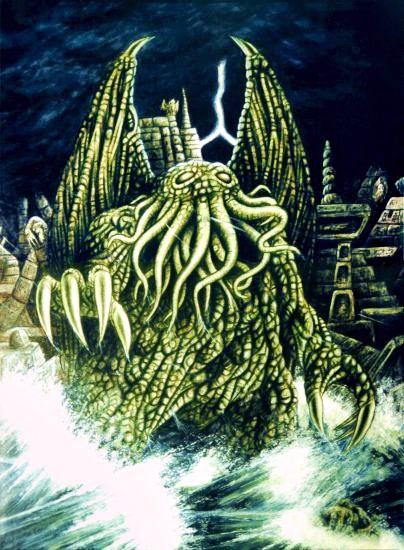
Representação artística de Cthulhu na cidade submersa de R'lyeh, onde, morto, aguarda sonhando.

R'lyeh é caracterizada por uma arquitetura ciclópica comparada à geometria não euclidiana, que dificultaria a exploração e a fuga. No conto, a certa altura, um membro da tripulação "escalou por um tempo interminável a grotesca muralha de pedra lavrada — ou melhor, teria escalado se o objeto não estivesse em um plano horizontal — enquanto os outros se perguntavam como poderia existir uma porta tão vasta no universo", e em outra passagem, um marinheiro "foi engolido por um ângulo de pedra lavrada que surgiu à sua frente; um ângulo agudo, mas que se comportava como se fosse obtuso".
O matemático Benjamin K.Tippett demonstra que essas observações são consistentes com "a exploração de uma bolha do espaço-tempo curvo". A geometria não euclidiana e as teorias de Einstein aparecem em várias histórias de Lovecraft como elementos da weird fiction. Os críticos Paul Halpern e Michael C. Labossiere observam que
em vez de a ciência expandir seus limites para incluir fenômenos sobrenaturais genuínos por meio de novas teorias, os supostos fenômenos sobrenaturais são explicados em termos científicos por meio de modelos existentes da natureza. Assim, a ciência não está tanto abraçando o sobrenatural, mas reduzindo-o a uma manifestação do natural. A fascinante abordagem de Lovecraft à ciência e ao sobrenatural é ainda mais ilustrada pelo fato de que ele inverte a técnica usual para o medo fantasmagórico. Em vez de quebrar as leis da ciência com meios sobrenaturais e, assim, gerar medo, ele cria um sentimento de horror ao mostrar que as visões de senso comum da física e da natureza (isto é, as velhas visões newtonianas) são uma fantasia reconfortante. Em contraste, a "nova física" contra-intuitiva, a verdadeira realidade científica, fornece a fonte do horror.

## Outras interpretações
Nas minisséries de quadrinhos Neonomicon e Providence, de Alan Moore, está implícito que R'lyeh e o próprio Cthulhu ainda não existem em um sentido físico. Os "sonhos mortos" de R'lyeh e Cthulhu seriam, em vez disso, uma metáfora para o desenvolvimento fetal de Cthulhu no útero de uma detetive humana que se tornou cultista, engravidada por uma criatura das profundezas, enquanto era mantida prisioneira por seus seguidores. Da mesma forma que o Anticristo, afirma-se que o inevitável "retorno" de Cthulhu para destruir a civilização e libertar a humanidade do império da lei começará com seu nascimento físico.